# Војислав Поповић
Војислав Поповић (Смедерево, 3. децембар 1878 — ? ) био је српски лекар, учесник Балканских ратова и Првог светског рата, санитетски генерал, управник Војно-хигијенског завода 1937. до 1939, управник Главне војне болнице од 1939. до 1941. године.

## Живот и рад
Војислав Поповић рођен је у Смедереву 3. децембра 1878. године. Гимназију завршава у Пироту. Након заршене гимназије уписује Медицински факултет у Петрограду, Русија, где је и дипломирао. По повратку са студија постављен је за лекара срезе Подгорског, округа Ваљевског.

## Балкански ратови и Први светски рат
Као резервни санитетски официр учествовао је у Балканским ратовима.
У Првом светском рату, 1914-1918 радио је као трупни лекар. На предлог Војног Министарства 7. јула 1915. године резервни мајор Војислав Поповић преводи се у активну службу са истим чином.

## Напредовање у служби
Након завршетка рата радио је као лекар. За управника Сталне војне волнице Тимочке дивизијске области постављен је 13. маја 1920. године. Недуги затим 20. јула 1920. године унапређен је у чин санитетског потпуковника. У чин санитетског пуковника унапређен је 1. октобра 1924. године.
Војислав Поповић постављен је 24. октобра 1927. године за управника Сталне војне болнице Пете армијске области. На месту управника био је све до 29. октобра 1930. године када је постављен за референта санитета у Команди Пете армијске области. За управника Сталне војне болнице Пете армијске области постављен је 22. априла 1931. године. Након скоро годину дана, 30. априла 1932. године постављен је за управника Сталне војне болнице Друге армијске области.
Краљ Александар I Карађорђевић, а на предлог Министра Војске и Морнарице Драгомира Ж. Стојановића, унапредио је Војислава Поповића 17. децембра 1932. године у чин санитетског бригадног генерала.
На месту управника Сталне војне болнице Друге армијске области био је све до 12. марта 1935. године када је постављен за референта санитета у Команди Друге армијске области.

## Управник Војно-хигијенског завода
Петар II Карађорђевић, а на предлог Министра Војске и Морнарице Љубомира Марића, поставља 17. априла 1937. године санитетског бригадног генерала Војислава Поповића за управника Војно-хигијенског завода Главне војне болнице.
Идеја о стварању Војно-хигијенског завода сазрела је тек пошто су у Београду прукупљени стручњаци за хигијенску службу. У саставу Главне војне болнице 16. јуна 1930. године у згради укинуте Вијносанитетске школе отвара се завод, са бактериолошким, хигијенско-епидемиолошким и хемијским одељењем. За првог управника завода поставља се санитетски бригадни генерал др Ђорђе И. Протић. На том положају остаје све до 22. маја 1936. године. Дужност управика Завода преузима санитетски пуковник др Ђура Новаковић, који на том месту остаје до 17. априла 1937. године, када је за управника Војно-хигијенског завода постављен санитетски бригадни генерал др Војислав С. Поповић.

## Управник Главне војне болнице
Након скоро две године 6. марта 1939. године Војислав Поповић постављен је за управника Главне војне болнице. На тој дужности остао је све до почетка Другог светског рата.
Главна војна болница у Београду отворена је 6. јула 1930. године. Болнице је имала 780 постеља. За првог управника Главне војне болнице постављен је санитетски генерал др Сава Поповић.
Петар II Карађорђевић, а на предлог Министра Војске и Морнарице Милана Ђ. Недића, унапредио је у чин санитетског генерала Војислава Поповића 6. септембра 1939. године.
Војислав Поповић био је редован члан Војносанитетског комитета. У више наврата био је члан, заменик председника и председник испитне комисије за више чинове.
Војислав Поповић је за своју дугу и савесну службу одликован бројним високим домаћим и страним одликовањима.

## Одликовања
- Орден Светог Саве V реда
- Орден Светог Саве III реда
- Орден Светог Саве II реда
- Орден Белог орла V реда
- Орден Белог орла IV реда
- Орден Југословенске круне II реда